# Greg Ellis (attore)
Greg Ellis, pseudonimo di Jonathan Rees, a volte accreditato anche come Jonny Rees (Wigan, 21 marzo 1968), è un attore e doppiatore britannico.

## Biografia
Ha lavorato in film come La maledizione della prima luna, Pirati dei Caraibi - Oltre i confini del mare e Mr. & Mrs. Smith ed è apparso in show televisivi come Star Trek: Deep Space Nine e nella serie TV 24 e in Dexter (in una sola puntata).
Ha una carriera da doppiatore, avendo prestato la propria voce al personaggio di Cullen nella saga di Dragon Age, ad altri videogiochi come SOCOM II: U.S. Navy SEALs, Star Wars: Knights of the Old Republic II: The Sith Lords, Tomb Raider: Legend, SOCOM 3: U.S. Navy SEALs, Ty the Tazmanian Tiger e a cartoni come Le tenebrose avventure di Billy e Mandy, e Invader Zim. Ellis ha inoltre doppiato Cait Sith in Final Fantasy VII: Advent Children, e Garmund nel film La leggenda di Beowulf.

## Filmografia parziale

### Attore

#### Cinema
- Titanic, regia di James Cameron (1997)
- Fight for Freedom, regia di David L. Cunningham (2001)
- 2012 - L'avvento del male (Megiddo: The Omega Code 2), regia di Brian Trenchard-Smith (2001)
- La maledizione della prima luna (Pirates of the Caribbean: The Curse of the Black Pearl), regia di Gore Verbinski (2003)
- Mr. & Mrs. Smith, regia di Doug Liman (2005)
- Pirati dei Caraibi - Ai confini del mondo (Pirates of the Caribbean: At World's End), regia di Gore Verbinski (2007)
- La leggenda di Beowulf (Beowulf), regia di Robert Zemeckis (2007)
- 3ciento - Chi l'ha duro... la vince (Meet the Spartans), regia di Jason Friedberg e Aaron Seltzer (2008)
- Star Trek, regia di J. J. Abrams (2009)
- Pirati dei Caraibi - Oltre i confini del mare (Pirates of the Caribbean: On Stranger Tides), regia di Rob Marshall (2011)
- Lo Hobbit - La desolazione di Smaug (The Hobbit: The Desolation of Smaug), regia di Peter Jackson (2013)
- Il fuoco della giustizia (Forsaken), regia di Jon Cassar (2015)

#### Televisione
- Star Trek: Deep Space Nine – serie TV, episodio 7x25 (1999)
- 24 – serie TV, 9 episodi (2003-2004)
- CSI - Scena del crimine (CSI: Crime Scene Investigation) – serie TV, 2 episodi (2005-2014)
- Knight Rider – serie TV (2008)
- Nip/Tuck – serie TV, episodio 6x13 (2010)
- Alcatraz – serie TV, episodio 1x12 (2012)
- Touch – serie TV, 13 episodi (2013)
- Gentefied – serie TV, episodio 1x01-1x02-1x03 (2020-in corso)
- Magnum P.I. – serie TV, episodio 4x08 (2021)

### Doppiatore
- Garfield 2, regia di Tim Hill (2006)
- Khumba, regia di Anthony Silverston (2013)
- Tom & Jerry: Il drago perduto (Tom & Jerry: The Lost Dragon), regia di Spike Brandt e Tony Cervone (2014)

## Doppiatori italiani
Nelle versioni in italiano delle opere in cui ha recitato, Greg Ellis è stato doppiato da:
- Francesco Meoni in X-Files, Hawaii Five-0
- Francesco Prando in 24, CSI - Scena del crimine (ep. 14x13)
- Enrico Di Troia in Fight for Freedom
- Alberto Angrisano in Mr. & Mrs. Smith
- Roberto Certomà in CSI - Scena del crimine (ep. 5x15)
- Michele D'Anca in The Closer
- Danilo Di Martino in Pirati dei Caraibi - Ai confini del mondo
- Alessandro Quarta in Star Trek
- Gaetano Varcasia in Trust Me
- Claudio Moneta Nip/Tuck
- Carlo Cosolo in Pirati dei Caraibi - Oltre i confini del mare
- Christian Iansante in Alcatraz
- David Chevalier in Touch
- Gianluca Machelli in Perception
- Riccardo Scarafoni in NCIS: Los Angeles
- Guido Di Naccio in Lucifer
- Fabio Boccanera in Magnum PI
- Paolo Sesana in The Rookie

Da doppiatore è sostituito da:
- Gianluca Tusco in Garfield 2
- Alessandro Ballico in Khumba
- Sergio Lucchetti in Tom & Jerry: Il drago perduto[1]
- Claudio Colombo in Hogwarts Legacy (Theophilus Harlow)
- Jacopo Calatroni in Hogwarts Legacy (Fastidio)
- Massimiliano Lotti in Hogwarts Legacy (Lodgok)
- Simone Marzola in Hogwarts Legacy (Timothy Teasdale)
- Valerio Amoruso in Hogwarts Legacy (Centauro)